# أكتانيش
أكتانيش (بالروسية: Актаныш) هي مدينة في جمهورية تتارستان في روسيا.